# Schizachyrium urceolatum
Schizachyrium urceolatum är en gräsart som först beskrevs av Eduard Hackel, och fick sitt nu gällande namn av Otto Stapf. Schizachyrium urceolatum ingår i släktet Schizachyrium och familjen gräs. Inga underarter finns listade i Catalogue of Life.